# Jardín de Bambú Fuji
El Jardín de Bambú Fuji (en japonés 富士竹類植物園, Fuji Chikurui Shokubutsuen) es un jardín botánico de 8093.7 m² especializado en bambú y un museo de la misma temática, únicos en Japón, en la Prefectura de Shizuoka, Japón. 
El código de reconocimiento internacional del Fuji Chikurui Shokubutsuen como institución botánica (en el Botanical Gardens Conservation International - BGCI), así como las siglas de su herbario es FUJIB.

## Localización
Se encuentra localizado en la base del monte Fuji, al norte de la península Izu y al suroeste de Tokio. 
Fuji Chikurui Shokubutsuen 885 Minami-Isshiki, Nagaizumi-chō, Suntō-gun, Shizuoka-ken, 411, Honshū-jima Japón.
Planos y vistas satelitales.35°09′40″N 138°53′17″E / 35.16111, 138.88806
Está abierto al público en general todos los lunes, miércoles, jueves y sábados, con la excepción del primer día de cada mes; hay que pagar una tarifa de entrada. 

## Historia
El jardín fue fundado en 1955, se decía que los poseedores del terreno donde se cultiva el bambú que habían comenzado la formación del cultivo alrededor de 1951.
El bambú es manejable si se corta y entresaca cada cierto tiempo, ya que se sabe que si se deja sin control se extiende enormemente. 

## Colecciones
Actualmente el jardín contiene unas 100,000 plantas de bambú, clasificadas en unas 450 especies y variedades procedentes de todo el mundo. Se la describe como la colección de bambú más grande del mundo.
El jardín de bambú Fuji no sólo es un jardín botánico, sino que también tiene un museo lleno de arte e historia de bambú traídos de todas partes del mundo, tales como instrumentos musicales de Indonesia, cestas de bambú tejidas de África, mantas hechas de bambú, artes de pesca de bambú e incluso muebles hechos de bambú.
El jardín también cuenta con una pequeña tienda de regalos. La tienda tiene recuerdos para comprar tal como, jabones, carbón vegetal, semillas, vinagre, tubos, vasos y conservas de brotes de bambú, todo hecho de las hermosas plantas de bambú del jardín de bambú Fuji.